# Битва при Панипате (1556)
Вторая битва при Панипате произошла 5 ноября 1556 года между индуистским правителем Дели Хему Чандрой Викрамадитьей, также называемым Хему, третьим могольским падишахом Акбаром Великим. Хему завоевал Дели и Агру несколькими неделями ранее, победив силы Великих Моголов под командованием Тарди Бега хана в битве при Дели и короновал себя раджой Викрамадитьей в Пуран-Киле в Дели. Узнав о потере, Акбар и его опекун Байрам-хан отправились отвоевать эти территории. Две армии столкнулись при Панипате недалеко от места первой битвы при Панипате 1526 года. Во время битвы Хему был ранен стрелой и потерял сознание. Увидев, что их предводитель падает, его армия запаниковала и рассеялась. Потерявший сознание и почти мертвый, Хему был схвачен и впоследствии обезглавлен Байрам-ханом. Битва закончилась решающей победой Великих Моголов.

## Предыстория
Хумаюн, старший сын и преемник Бабура, основателя империи Великих Моголов, потерял свое наследство, когда был изгнан из Индии Шер-шахом Сури, основавшим империю Суридов в 1540 году. Дели и Агра попали в руки Шер-шаха, но вскоре после этого он умер в 1545 году в Калинджаре. Ему наследовал его младший сын Ислам-шах Сури, который был способным правителем. Однако после его смерти в 1554 году империя Суридов была втянута в битву за престолонаследие и страдала от восстания и отделения провинций. Хумаюн воспользовался этим раздором, чтобы вернуть утраченное, и 23 июля 1555 года моголы потерпели поражение Сикандар-шаху Сури и, наконец, восстановил контроль над Дели и Агрой.
Законный преемник Ислама-шаха, его 12-летний сын Фироз-хан (1542—1554), был убит своим дядей по материнской линии, который занял султанский трон под именем — Адил-шах Сури. Однако нового правителя больше интересовала погоня за удовольствиями, чем дела его государства. Они были в основном оставлены Хему, старому индуистскому сподвижнику Шер-шаха Сури из Ревари, который поднялся из скромных обстоятельств, чтобы стать главным министром и визирем Адил-шаха (+ 1557), а также генералом армии Суридов . Он был в Бенгалии, когда Хумаюн умер 27 января 1556 года. Смерть императора Великих Моголов предоставила Хему идеальную возможность победить Моголов и вернуть утраченные территории.
Хему начал стремительный поход из Бенгалии и вытеснил моголов из Баяны, Этавы, Бхартаны, Бидхуны, Лахны, Самбхала, Калпи и Нарнаула. В Агре губернатор эвакуировал город и бежал без боя, услышав о предстоящем вторжении Хему. Преследуя губернатора, Хему достиг Туглакабада, деревни недалеко от Дели, где он столкнулся с силами могольского губернатора Дели Тарди Бега хана и победил их в битве при Туглакабаде. Он овладел Дели после дневного сражения 7 октября 1556 года и претендовал на статус марараджи, приняв титул Викрамадитьи (или Бикрамджит).

## Прелюдия
Услышав печальные новости из Туглакабада, преемника Хумаюна, 13-летний Акбар и его опекун Байрам-хан вскоре отправились в Дели. По счастливой случайности Али Кули-хан Шайбани (позже Хан-и-Заман), посланный вперед с 10-тысячным кавалерийским отрядом, случайно наткнулся на артиллерию Хему, которая перевозилась под слабой охраной. Он легко смог захватить весь поезд артиллерии у афганцев, которые бросили оружие и бежали, не делая стойки. Это была бы дорогостоящая потеря для Хему.
5 ноября 1556 года армия Великих Моголов встретилась с армией Хему на историческом поле битвы при Панипате. Акбар и Байрам-хан остались в тылу, в восьми милях от поля битвы.

## Первые действия
Армию Великих Моголов возглавлял Али Кули-хан Шайбани со своей кавалерией в 10 000 человек в центре, Сикандар-хан Узбек справа и Абдулла-хан Узбек слева. Авангард возглавляли Хусейн Кули-бег и Шах-Кули-Махрам, в него входил отряд турок Байрам-хана.
Армия Хему превосходила численно, насчитывая в своих рядах 30 000 кавалерийских сил, состоящих из афганских всадников и контингента слонов численностью 500 человек. Каждый боевой слон был защищен пластинчатыми доспехами и установлен мушкетерами и арбалетчиками. Хему сам повел свою армию в бой верхом на слоне по имени Hawai. Слева от него шёл сын его сестры Рамья, а справа — Шади-хан Каккар. Его армия была опытной и уверенной в себе, и к этому времени Хему одержал победу в 22 битвах от Бенгалии до Пенджаба. Однако в этой битве у Хему не было артиллерии.

## Битва
Хему сам начал атаку и выпустил своих слонов среди правого и левого флангов Великих Моголов. Те солдаты, которые смогли избежать буйства, вместо того, чтобы отступить, предпочли отклониться в сторону и атаковать фланги кавалерии Хему, стреляя по ним из луков. Центр Великих Моголов также продвинулся вперед и занял оборонительную позицию перед глубоким оврагом. Ни слон Хему, ни его конные отряды не смогли пересечь пропасть, чтобы добраться до своих противников, и были уязвимы для метательного оружия, выпущенного с другой стороны. Тем временем кавалерия Великих Моголов ворвалась в ряды афганцев как с флангов, так и с тыла, и начала нацеливаться на слонов, либо рубя по ногам огромных зверей, либо убивая их всадников. Хему был вынужден отвести своих слонов, и афганская атака смягчилась.
Увидев, что афганская атака ослабевает, Али Кули-хан вывел свою кавалерию, кружась вокруг и обрушившись на афганский центр с тыла. Хему, наблюдая за полем боя из своего хауда на вершине Hawai, немедленно поспешил отразить эту атаку. Даже увидев, как Шади Хан Каккар и ещё один из его способных помощников, Бхагван Дас, потерпели поражение, он продолжал вести контратаки против Великих Моголов, сбивая любого, кто бросил вызов его слонам. Это была отчаянная битва, но преимущество, казалось, склонялось в пользу Хему . Оба крыла армии Великих Моголов были отброшены назад, и Хему двинул свой контингент боевых слонов и кавалерию вперед, чтобы сокрушить их центр. Именно в этот момент Хему, возможно, на пороге победы, был ранен случайным попаданием в глаз стрелы Великих Моголов и потерял сознание. Увидев, как он падает, в его армии началась паника, которая сломала строй и бежала. Битва была проиграна. 5000 убитых лежали на поле боя, и многие другие были убиты при бегстве.

## Последствия
Слон, несущий бессознательного и почти мертвого Хему, был схвачен через несколько часов после окончания битвы и доставлен в лагерь Великих Моголов. Байрам-хан попросил 13-летнего Акбара обезглавить Хему, но тот отказался убить Хему. Акбара убедили коснуться головы Хему мечом, после чего Байрам-хан казнил его. Голова Хему была отправлена в Кабул, чтобы быть повешенной за пределами Дели Дарваджа, в то время как его тело было повешено на воротах в Пурана-Килы, Дели, где он провел свою коронацию 6 октября. Несколько сторонников и родственников Хему были обезглавлены. На месте казни был возведен минарет. Картина этого минарета является одной из популярных 56 картин жизни Акбара в его копии Акбар-наме. Мемориал Хему был установлен на том месте в Панипате, где он был обезглавлен. Теперь он известен как Самадхи Стхал Хем.
С гибелью Хему судьба Адил-шаха также изменилась в худшую сторону. Он был побежден и убит Хизр-ханом, сыном Мухаммад-хана Сура Бенгальского, в апреле 1557 года. Трофеи битвы при Панипате включали 120 боевых слонов Хему, чьи разрушительные буйства настолько впечатлили Моголов, что животные вскоре стали неотъемлемой частью их военной стратегии.